# Pôncio Telesino
Pôncio Telesino (em latim: Pontius Telesinus; m. 1 de novembro de 82 a.C.) foi um general samnita aliado da facção dos populares durante a Primeira Guerra Civil da República Romana.

## História
É provável que Telesino tenha participado da Guerra Social do lado das cidades italianas depois da morte de Quinto Popédio Silão. Em meados de 82 a.C., depois de recrutar 70 000 homens juntamente com Marco Lampônio e Guta de Cápua, Telesino marchou para Preneste para tentar levantar o cerco que mantinha preso o líder popular Caio Mário, o Jovem. Porém, Lúcio Cornélio Sula conseguiu bloquear o avanço dos italianos e Telesino resolveu marchar diretamente para Roma com o objetivo de saqueá-la, segundo Veleio Patérculo. Sula marchou logo atrás e os dois exércitos se enfrentaram em 1 de novembro de 82 a.C. na Batalha da Porta Colina, diante da Muralha Serviana. Juntamente com Marco Licínio Crasso, Sula aniquilou as forças populares. Telesino foi morto em combate.